# Москалёв, Александр Сергеевич
Александр Сергеевич Москалёв (1904—1982) — советский авиаконструктор, профессор (1941), кандидат технических наук (1950), инженер-полковник.

## Биография
Родился 16 ноября 1904 года.
После окончания Ленинградского государственного университета (1928) работал на заводе «Красный лётчик», где была построена его летающая лодка МУ-3.
С 1932 года — заместитель начальника ОКБ Воронежского авиационного завода.
В 1930—1945 годах разработал свыше 45 проектов и построил 23 типа лёгких самолётов. На самолётах Москалева установлен ряд рекордов дальности и продолжительности полёта. Во время Великой Отечественной войны занимался проектированием и производством воздушно-десантной техники.
С 1948 года — на преподавательской работе в Ленинградской военно-инженерной академии им. А. Ф. Можайского.
Автор 35 конструкций и модификаций летательных аппаратов, родоначальник стреловидной формы дельта-крыла, давшей резкий толчок развитию реактивной сверхзвуковой авиации. Создатель уникальных по своим ЛТХ самолётов САМ-5, САМ-7, САМ-10, САМ-13 и т. д.
К ним относятся:
- САМ-5 (несколько вариантов; первый появился в 1933 году),
- «Сигма» САМ-4 («Сумма»; расчетная скорость с двумя моторами М-34 — 900 км/ч; существовал только проект 1933—1934 гг.),
- САМ-6 (свободнонесущий низкоплан с трапециевидным крылом и одноколёсным шасси),
- САМ-7 (двухместный бесхвостовый истребитель сопровождения, построен в 1935 году, расчётная скорость — 600+ км/ч),
- самолёт «Стрела» (1937 год) с крылом сверхмалого удлинения и весьма высокой стреловидности (в мировой авиации такие показатели крыла самолёта появились только в 1950-е),
- САМ-10 — лёгкий деревянный пассажирский самолёт, непревзойденный в классе лёгких самолётов и через 70 лет после своего создания (государственные испытания прошли в 1938 году),
- учебный самолёт-амфибия САМ-11,
- тренировочный истребитель САМ-12,
- САМ-13 — один из лучших предвоенных советских истребителей,
- САМ-14, САМ-16, САМ-25,
- проект истребителя РМ-1 и ряд других.

Ни один из них не пошёл в сколько-нибудь значительную серию, и не повлиял сколько-нибудь значительно на развитие отечественной или мировой авиации. Однако это свидетельствует не столько о каких-либо проблемах самолётов Москалёва, сколько о проблемах отечественной и мировой авиации.
С 1948 года Москалёв находился на преподавательской работе в Ленинградской военно-инженерной академии им. А. Ф. Можайского.
Умер 3 января 1982 года и похоронен на Северном кладбище в Ленинграде.

## Награды
- Награждён орденами Красной Звезды и «Знак Почёта», медалями.
- В 1979 году, в связи с 75-летием, награждён Золотой медалью имени академика Королева.